# Dolichomitus melanomerus
Dolichomitus melanomerus är en stekelart som först beskrevs av Vollenhoven 1878.  Dolichomitus melanomerus ingår i släktet Dolichomitus och familjen brokparasitsteklar.

## Underarter
Arten delas in i följande underarter:
- D. m. tinctipennis
- D. m. nigritibia
- D. m. macropunctatus